# Raie
Batoïdes, Batoidea
Pour les articles homonymes, voir Raie (homonymie).
Super-ordre
Ordres de rang inférieur
- Myliobatiformes
- Rajiformes
- Rhinopristiformes
- Torpediniformes
- † Sclerorhynchiformes

Les raies ou batoïdes (Batoidea ou Rajomorphii) sont un super-ordre de poissons cartilagineux caractérisés par un corps aplati, de grandes nageoires pectorales solidaires du tronc et des fentes branchiales ventrales. Le super-ordre contient près de 500 espèces réparties en treize familles.
Un tiers des espèces de raies est aujourd'hui en voie d'extinction, principalement en raison de la surpêche. Ainsi, en mer Méditerranée - l'une des mers les plus affectées au monde par les activités humaines et notamment par la pêche non réglementée - une récente étude internationale a conclu que seules 38 espèces de raies y subsistaient encore.

## Description

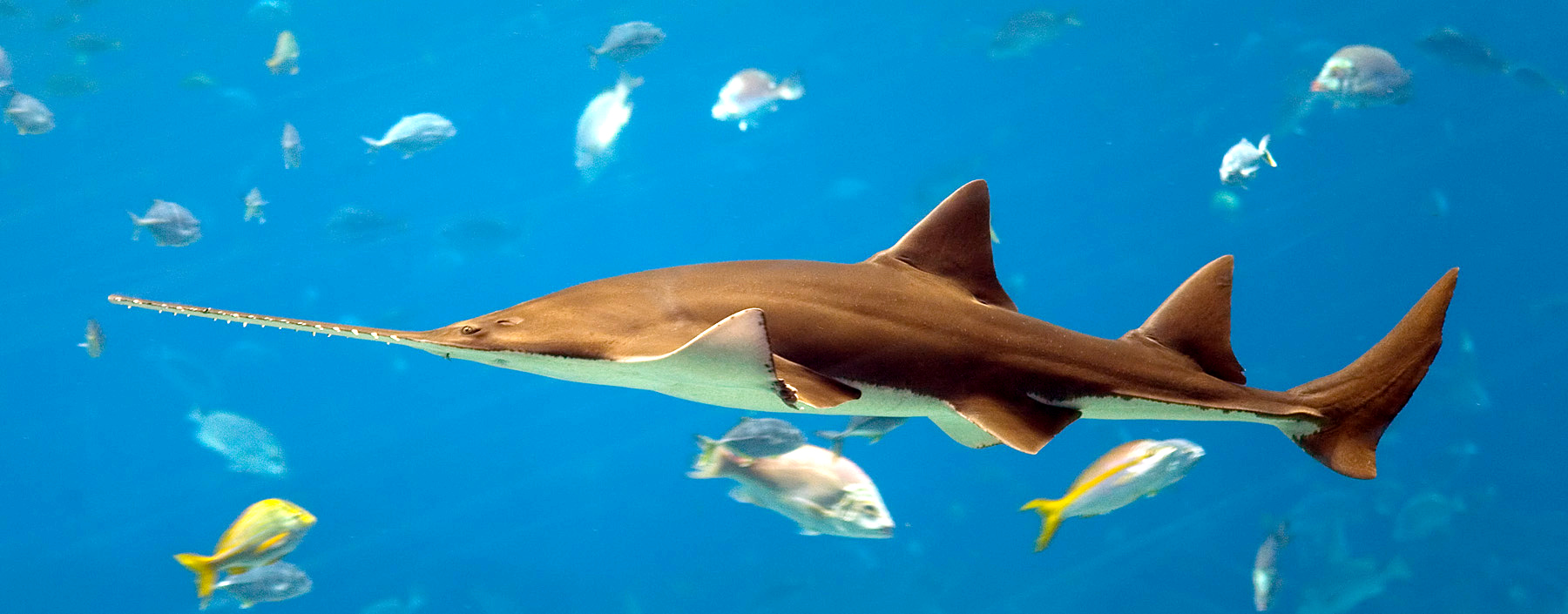
Un poisson-scie trident dans l’aquarium de Géorgie.

Les raies se distinguent par leur corps plat avec des nageoires. La plupart des raies ont cinq fentes branchiales ventrales, les Hexatrygonidae en ont six. Les fentes se trouvent sous les nageoires pectorales sur la face inférieure, tandis que celles des requins se situent sur les flancs. La plupart des raies ont un corps fortement aplati avec de grandes nageoires fusionnées avec le tronc formant un disque, ovale, rond, triangulaire ou cunéiforme, à l'exception des poissons-scies et des raies-guitares, tandis que la plupart des requins ont un corps fuselé. De nombreuses espèces de raies ont développé leurs nageoires pectorales en larges appendices en forme d'aile. La nageoire anale est absente. Les yeux et les spiracles sont situés sur le dessus de la tête. Les raies ont une bouche ventrale et peuvent considérablement avancer leur mâchoire supérieure (cartilage palatoquadrate) loin de la boîte crânienne pour capturer leurs proies. Les mâchoires ont une suspension de type hyostylique, qui repose entièrement sur les cartilages hyomandibulaires de soutien. Les raies benthiques respirent en aspirant l'eau par leurs stigmates, plutôt que par la bouche comme la plupart des poissons, l'eau est ensuite expulsée par les branchies.
Certaines espèces disposent d'un dard dont les piqûres sont souvent douloureuses et parfois mortelles pour l'Homme.

## Histoire évolutive
| void | Pristiformes                                                                                        |
|      | Pristiformes                                                                                        |
|      | \| void \| Rajiformes \| \| \| Rajiformes \| \| void \| Myliobatiformes \| \| \| Myliobatiformes \| |
|      | |
| void | Rajiformes                                                                                          |
|      | Rajiformes                                                                                          |
| void | Myliobatiformes                                                                                     |
|      | Myliobatiformes                                                                                     |

| void | Rajiformes      |
|      | Rajiformes      |
| void | Myliobatiformes |
|      | Myliobatiformes |

| void | Pristiformes                                                                                        |
|      | Pristiformes                                                                                        |
|      | \| void \| Rajiformes \| \| \| Rajiformes \| \| void \| Myliobatiformes \| \| \| Myliobatiformes \| |
|      | |
| void | Rajiformes                                                                                          |
|      | Rajiformes                                                                                          |
| void | Myliobatiformes                                                                                     |
|      | Myliobatiformes                                                                                     |

| void | Rajiformes      |
|      | Rajiformes      |
| void | Myliobatiformes |
|      | Myliobatiformes |

| void | Pristiformes                                                                                        |
|      | Pristiformes                                                                                        |
|      | \| void \| Rajiformes \| \| \| Rajiformes \| \| void \| Myliobatiformes \| \| \| Myliobatiformes \| |
|      | |
| void | Rajiformes                                                                                          |
|      | Rajiformes                                                                                          |
| void | Myliobatiformes                                                                                     |
|      | Myliobatiformes                                                                                     |

| void | Rajiformes      |
|      | Rajiformes      |
| void | Myliobatiformes |
|      | Myliobatiformes |

| void | Pristiformes                                                                                        |
|      | Pristiformes                                                                                        |
|      | \| void \| Rajiformes \| \| \| Rajiformes \| \| void \| Myliobatiformes \| \| \| Myliobatiformes \| |
|      | |
| void | Rajiformes                                                                                          |
|      | Rajiformes                                                                                          |
| void | Myliobatiformes                                                                                     |
|      | Myliobatiformes                                                                                     |

| void | Rajiformes      |
|      | Rajiformes      |
| void | Myliobatiformes |
|      | Myliobatiformes |

| void | Pristiformes                                                                                        |
|      | Pristiformes                                                                                        |
|      | \| void \| Rajiformes \| \| \| Rajiformes \| \| void \| Myliobatiformes \| \| \| Myliobatiformes \| |
|      | |
| void | Rajiformes                                                                                          |
|      | Rajiformes                                                                                          |
| void | Myliobatiformes                                                                                     |
|      | Myliobatiformes                                                                                     |

| void | Rajiformes      |
|      | Rajiformes      |
| void | Myliobatiformes |
|      | Myliobatiformes |

| void | Pristiformes                                                                                        |
|      | Pristiformes                                                                                        |
|      | \| void \| Rajiformes \| \| \| Rajiformes \| \| void \| Myliobatiformes \| \| \| Myliobatiformes \| |
|      | |
| void | Rajiformes                                                                                          |
|      | Rajiformes                                                                                          |
| void | Myliobatiformes                                                                                     |
|      | Myliobatiformes                                                                                     |

| void | Rajiformes      |
|      | Rajiformes      |
| void | Myliobatiformes |
|      | Myliobatiformes |

| void | Pristiformes                                                                                        |
|      | Pristiformes                                                                                        |
|      | \| void \| Rajiformes \| \| \| Rajiformes \| \| void \| Myliobatiformes \| \| \| Myliobatiformes \| |
|      | |
| void | Rajiformes                                                                                          |
|      | Rajiformes                                                                                          |
| void | Myliobatiformes                                                                                     |
|      | Myliobatiformes                                                                                     |

| void | Rajiformes      |
|      | Rajiformes      |
| void | Myliobatiformes |
|      | Myliobatiformes |

| void | Pristiformes                                                                                        |
|      | Pristiformes                                                                                        |
|      | \| void \| Rajiformes \| \| \| Rajiformes \| \| void \| Myliobatiformes \| \| \| Myliobatiformes \| |
|      | |
| void | Rajiformes                                                                                          |
|      | Rajiformes                                                                                          |
| void | Myliobatiformes                                                                                     |
|      | Myliobatiformes                                                                                     |

| void | Rajiformes      |
|      | Rajiformes      |
| void | Myliobatiformes |
|      | Myliobatiformes |

## Comportement

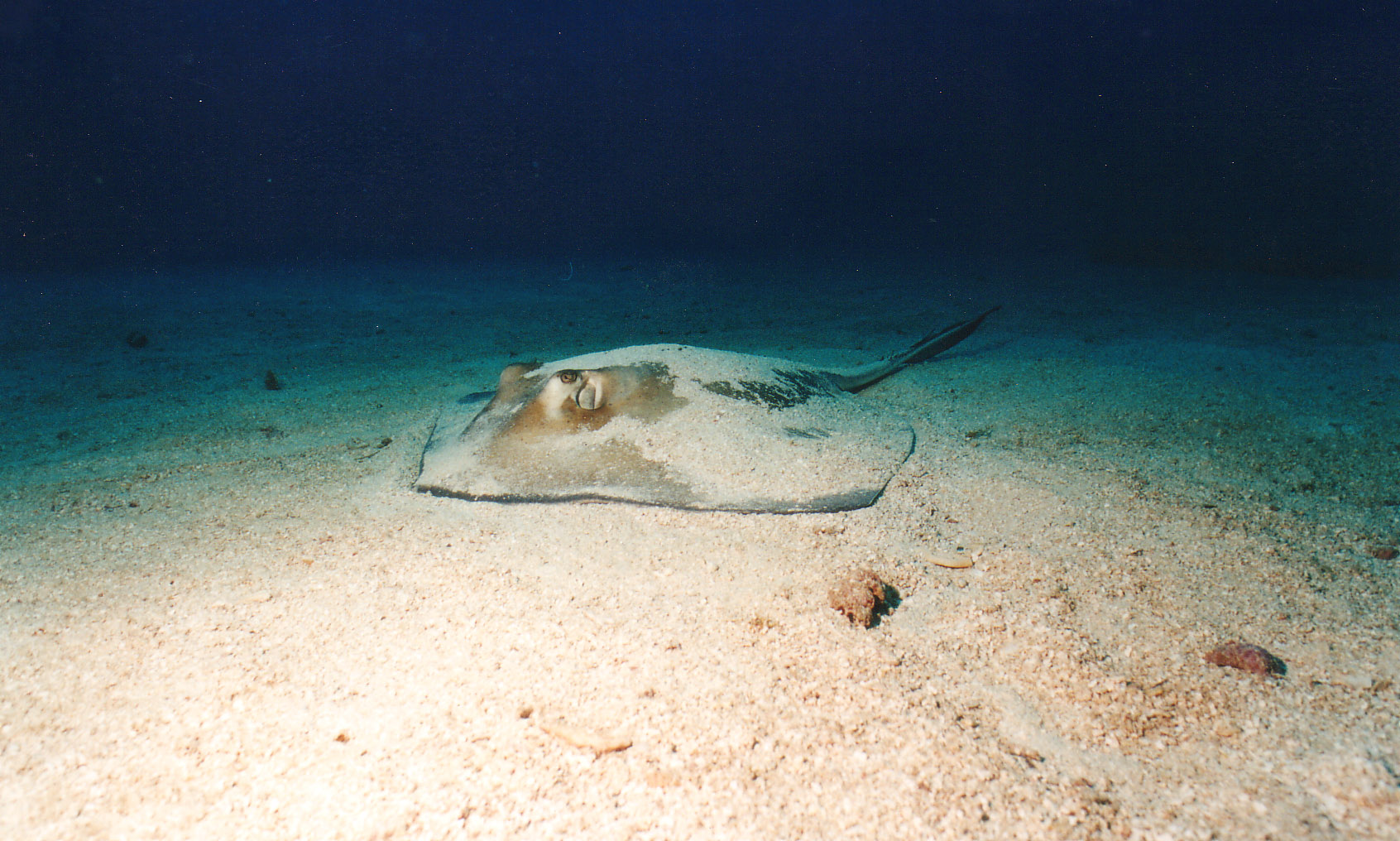
Raie des Antilles.

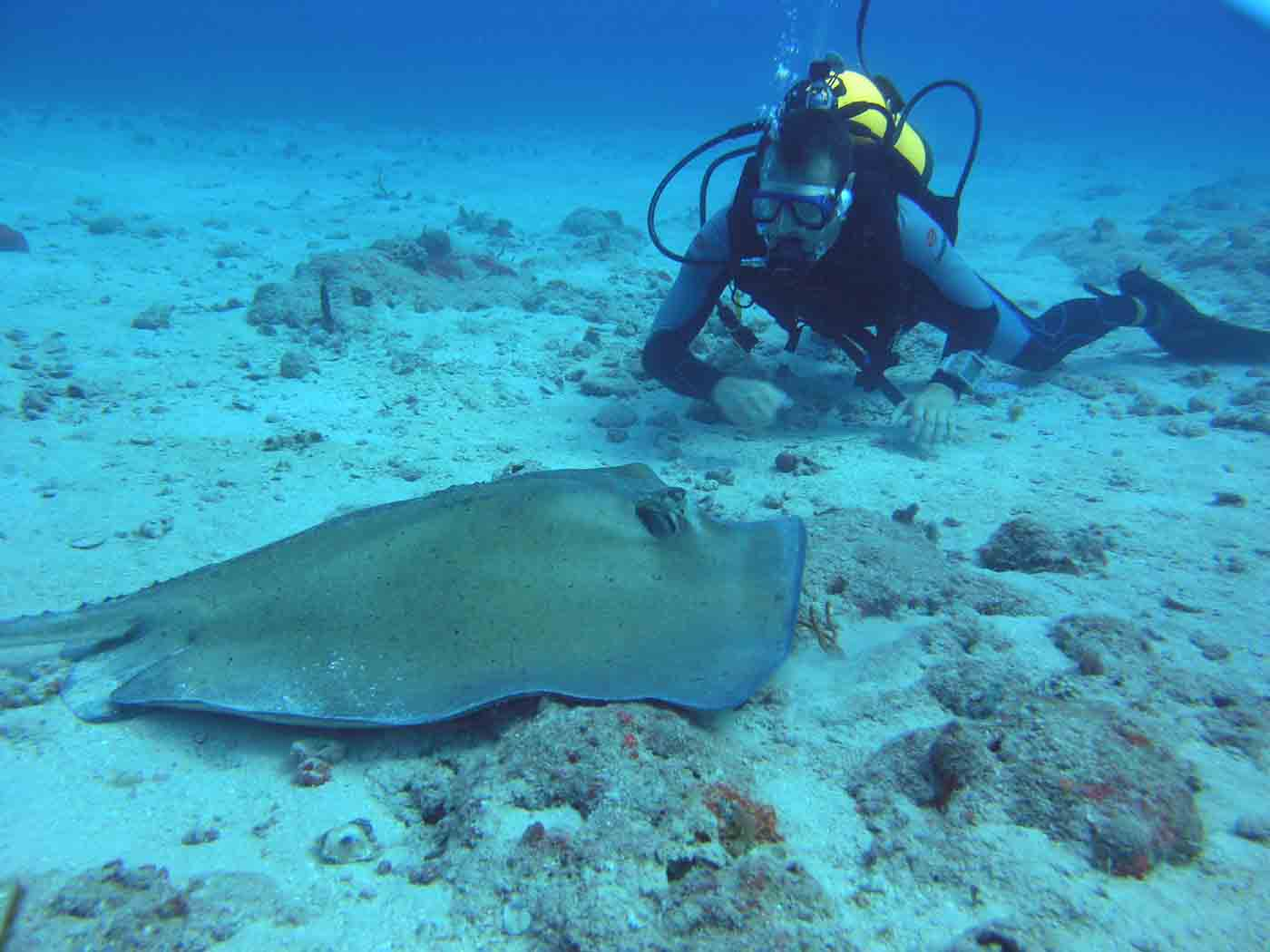
Raie à Saint-Martin.

Les raies mobula peuvent se rassembler en groupes denses de centaines d'individus, elles peuvent bondir hors de l'eau en effectuant des sauts de plusieurs secondes dans l'air ou l'équivalent de sauts périlleux

## Écologie

### Reproduction

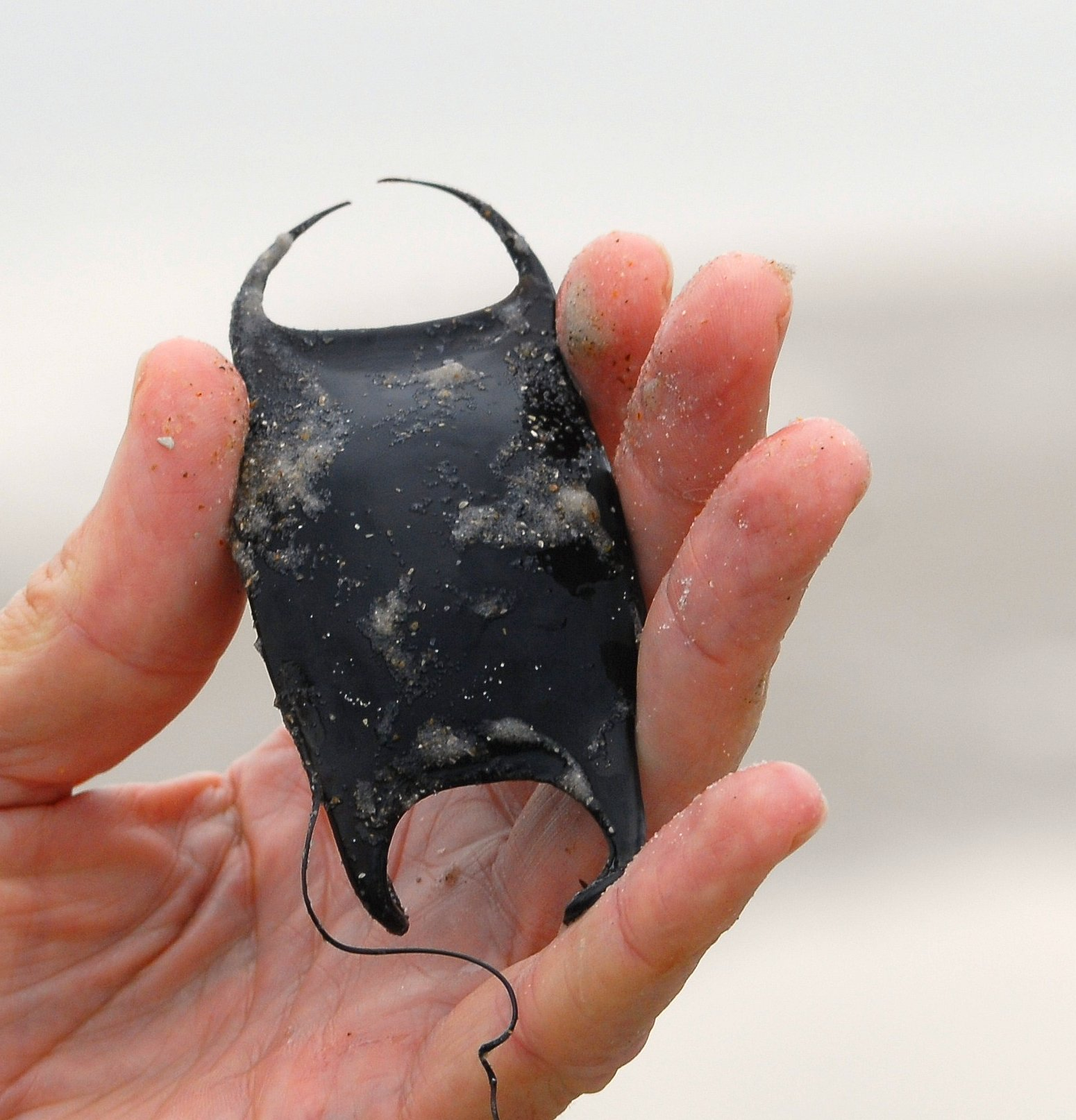
Capsule d’œuf de raie rejeté sur les plages, il en existe plusieurs types suivant les espèces.

Comme tous les élasmobranches, les raies ont une fécondation interne. Ce mode est avantageux car il économise le sperme et n'expose pas les œufs aux prédateurs, toute l'énergie impliquée dans la reproduction est conservée et ne se perd pas dans l'environnement. Certaines raies sont ovipares (ponte d’œufs) tandis que d'autres sont ovovivipares, elles donnent naissance à des juvéniles qui se développent dans un utérus, mais sans placenta. Chaque œuf est contenu dans une capsule très résistante appelée communément bourse de sirène. Plusieurs mois après la ponte, une juvénile va en sortir.

### Alimentation
La plupart des raies ont développé de larges dents arrondies pour écraser les coquilles des espèces benthiques comme les gastéropodes, les palourdes, les huîtres, les crustacés et des poissons, selon les espèces. Seules les raies manta se nourrissent de plancton en filtrant l'eau avec leurs branchies.

## Répartition et habitat

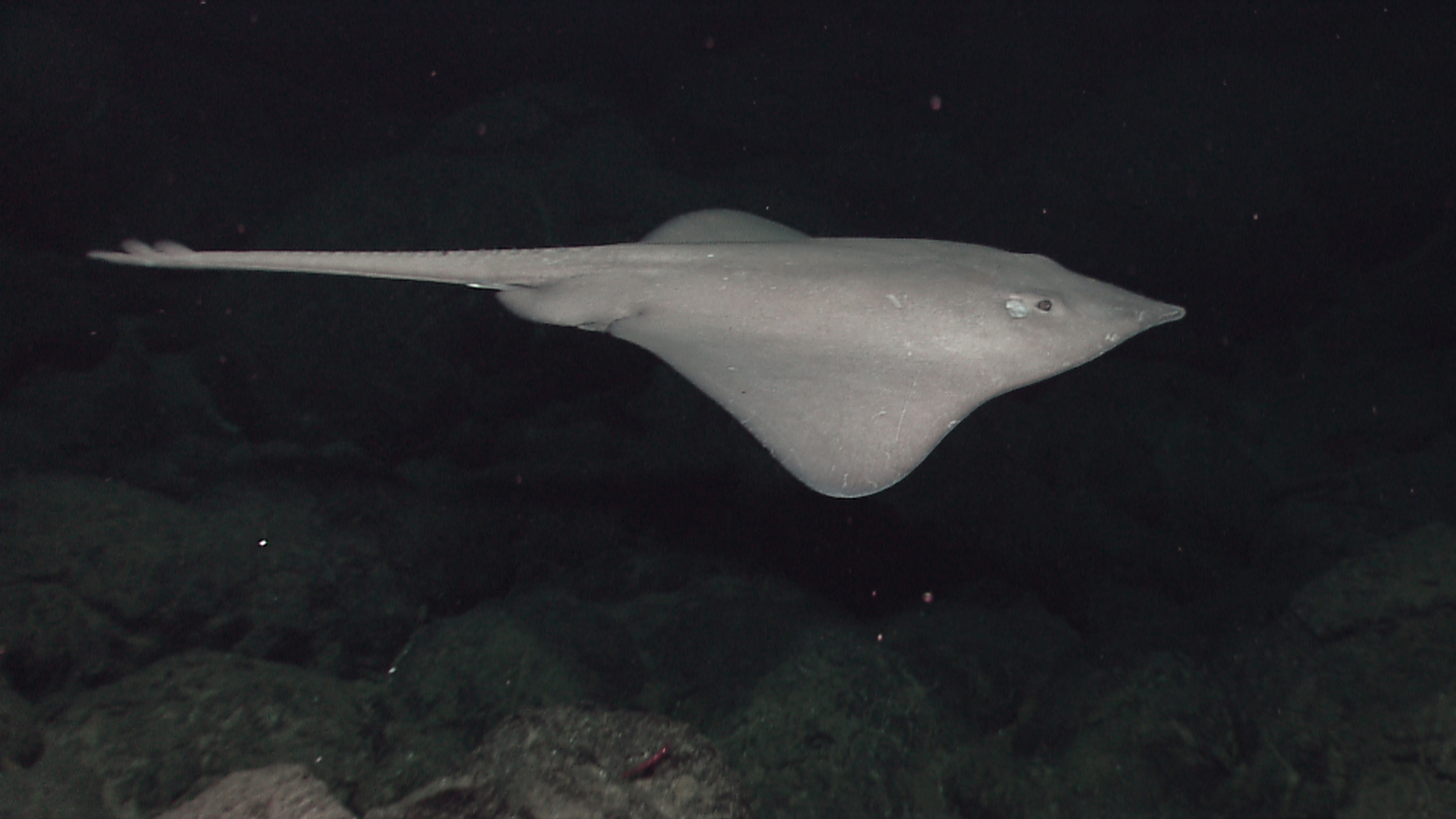
Une raie abyssale (Bathyraja abyssicola) aux Galapagos.

La plupart des espèces sont benthiques (proches du fond) et vivent dans une grande variété de régions géographiques — principalement dans les eaux côtières, bien que certaines vivent à 3 000 m de profondeur. La plupart des raies ont une répartition cosmopolite, préférant les milieux marins tropicaux et subtropicaux, bien qu'il existe des espèces d'eaux tempérées et froides. Seules quelques espèces, comme les raies manta, sont pélagiques (vivant en mer en pleine eau et plus près de la surface), tandis que certaines raies peuvent vivre dans les estuaires saumâtres et les baies. 

Seulement quelques espèces de raies vivent exclusivement en eau douce, et notamment des espèces géantes : ainsi, 

« Les villageois le long du fleuve Mékong au Cambodge ont pêché le plus gros poisson d'eau douce jamais enregistré au monde, si gros qu'il a fallu une douzaine d'hommes pour le ramener à terre. C'est une raie géante, Urogymnus polylepis [une des espèces du genre Urogymnus, famille des Dasyatidae, parfois nommée Himantura polylepis], pesant près de [300 kilogrammes (299,4 kg)] et mesurant près de 4 mètres de diamètre, du museau à la queue. [...] Le Mékong est menacé par la pollution, mais un biologiste dit que cette raie est un signe d'espoir. [...] [En effet,] le pêcheur [avait] alerté une équipe voisine de scientifiques du projet Wonders of the Mekong (Merveilles du Mékong), ([...] un projet de recherche conjoint cambodgien-américain), qui a rendu public son travail de conservation dans les communautés le long du fleuve. [...] Les riverains ont surnommé la raie Boramy, ou Full Moon (Pleine Lune), pour honorer sa forme ronde et parce que la lune était [pleine] à l'horizon lorsqu'elle a été libérée le 14 juin [2022], [après qu'eut été] inséré un dispositif de marquage près de la queue du puissant poisson avant de le relâcher. L'appareil enverra des informations de suivi pour l'année prochaine, fournissant des données sans précédent sur le comportement des raies géantes au Cambodge [...] un poisson très mal connu. [...] En plus de l'honneur d'avoir attrapé le [poisson] recordman [du monde], l'heureux pêcheur a été rémunéré au taux du marché, ce qui signifie qu'il a reçu un paiement d'environ 600 $. ».

— AquaPortail, Une raie géante est le plus gros poisson d'eau douce du monde

## Étymologie et dénominations
Toutes les espèces ne comportent pas le terme « raie » dans leur nom vernaculaire, c'est le cas par exemple des pocheteaux.

## Systématique

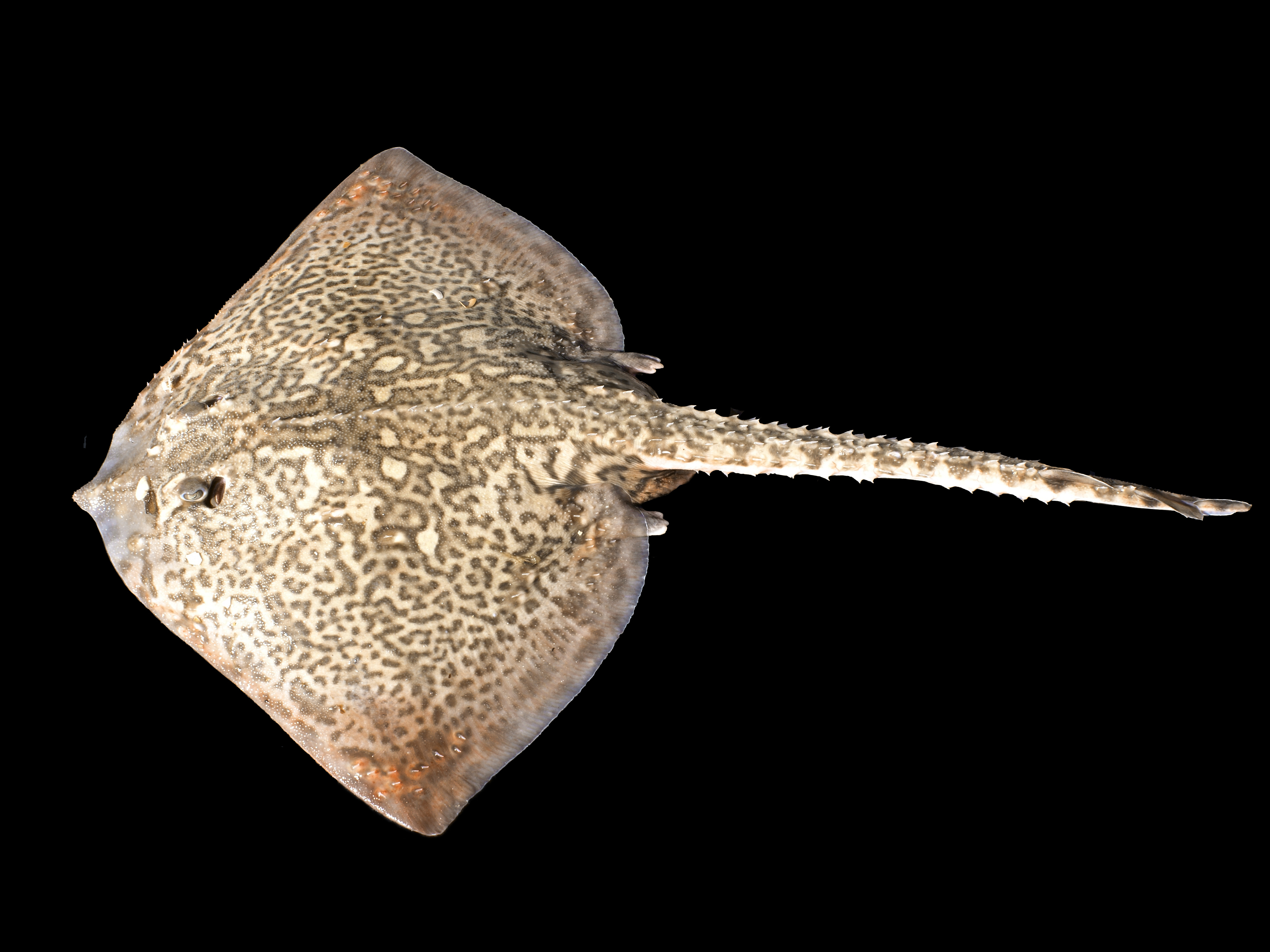
Raie bouclée (Raja clavata).

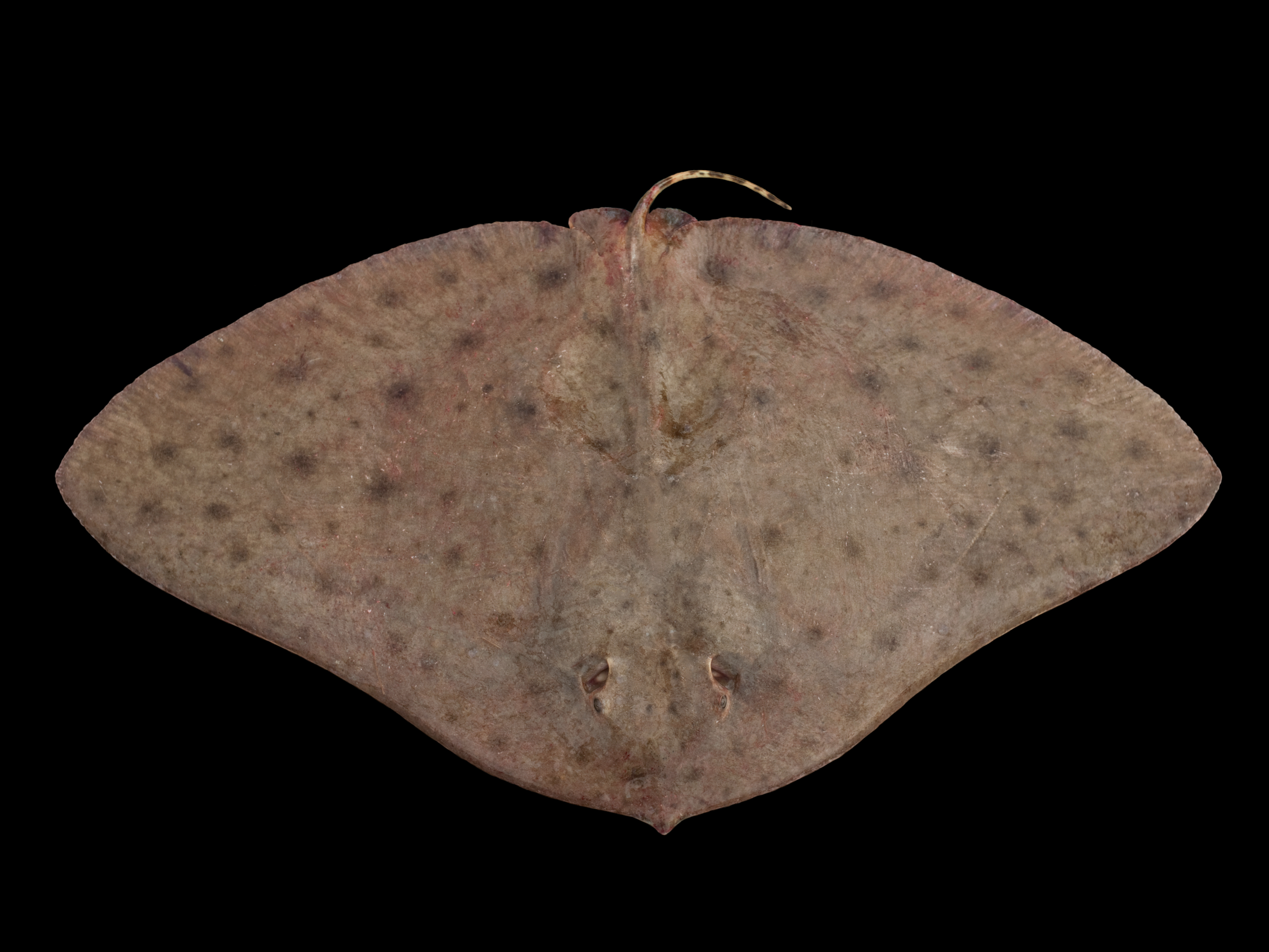
Raie papillon à queue courte (Gymnura micrura).

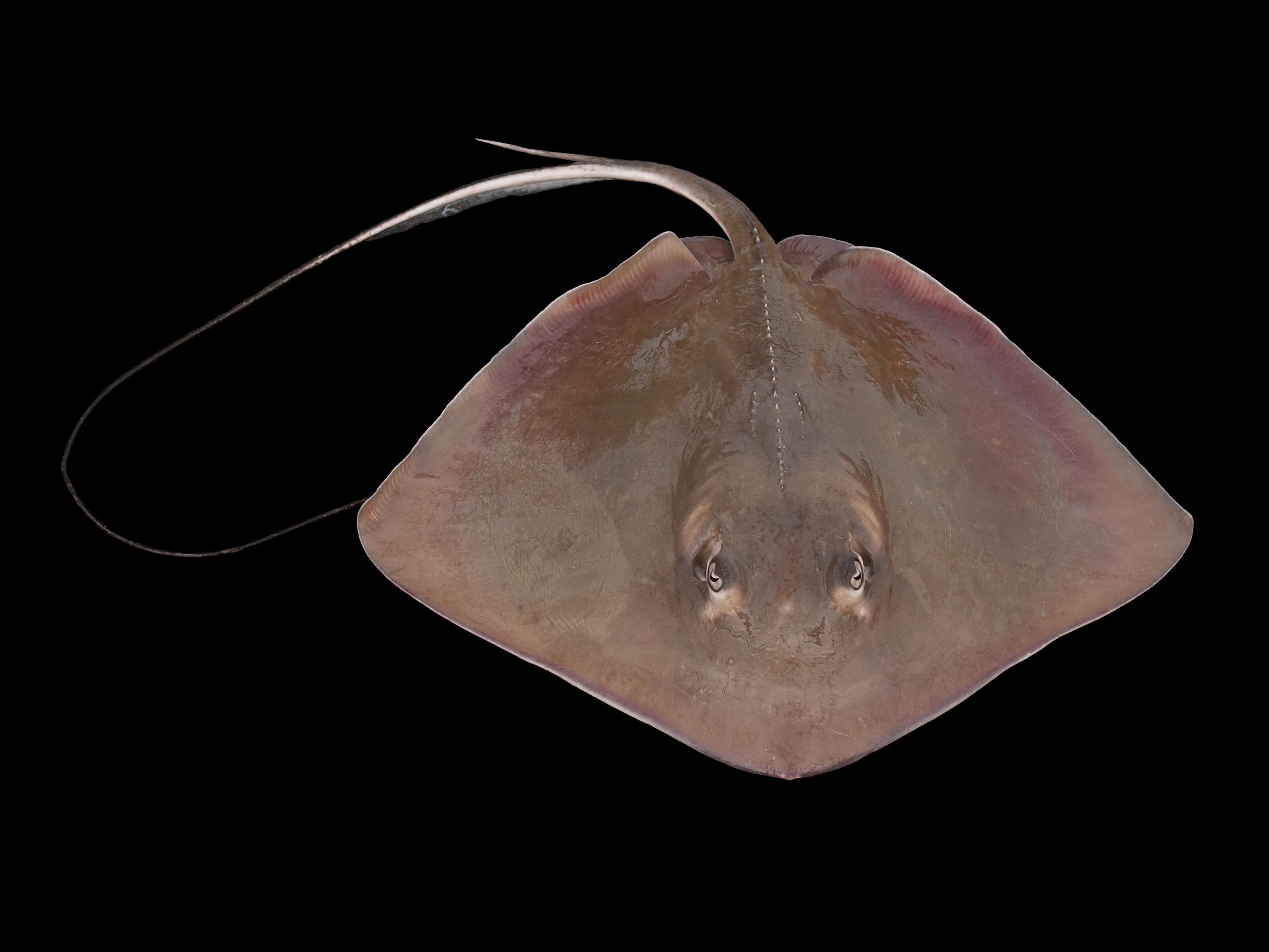
Raie pastenague américaine (Dasyatis americana).

### Taxinomie
La classification des raies est en cours de révision. Toutefois, des preuves moléculaires réfutent l'hypothèse que les raies dérivent des requins. Fishes of the World de Nelson, 2006, et World Register of Marine Species (11 mars 2016) reconnaissent quatre ordres.
- super-ordre des Batoidea
  - ordre des Myliobatiformes (Raie pastenague, Raie manta…)  — (incorporé dans Rajiformes par FishBase)
    - famille des Dasyatidae Jordan, 1888
    - famille des Gymnuridae Fowler, 1934
    - famille des Hexatrygonidae Heemstra et Smith, 1980
    - famille des Mobulidae Gill, 1893 (fondu par FishBase dans les Myliobatidae)
    - famille des Myliobatidae Bonaparte, 1838
    - famille des Plesiobatidae Nishida, 1990
    - famille des Potamotrygonidae Garman, 1877
    - famille des Urolophidae Jordan et Evermann, 1896
    - famille des Urotrygonidae Müller et Henle, 1841

  - ordre des Pristiformes (Poisson-scie)
    - famille des Pristidae Bonaparte, 1838

  - ordre des Rajiformes (Raies, Raies-guitares...)
    - famille des Anacanthobatidae von Bonde & Swart, 1923
    - famille des Arhynchobatidae Fowler, 1934
    - famille des Crurirajidae Hulley, 1972
    - famille des Rajidae de Blainville, 1816
    - famille des Rhinobatidae Bonaparte, 1835
    - famille éteinte des Cyclobatidae Bonaparte, 1835, raies préhistoriques du Crétacé supérieur

  - ordre des Torpediniformes (Raies électriques)
    - famille des Hypnidae Gill, 1862 (espèces parfois placées dans les Torpedinidae)
    - famille des Narcinidae Gill, 1862
    - famille des Narkidae Fowler, 1934 (espèces parfois placées dans les Narcinidae)
    - famille des Torpedinidae Bonaparte, 1838

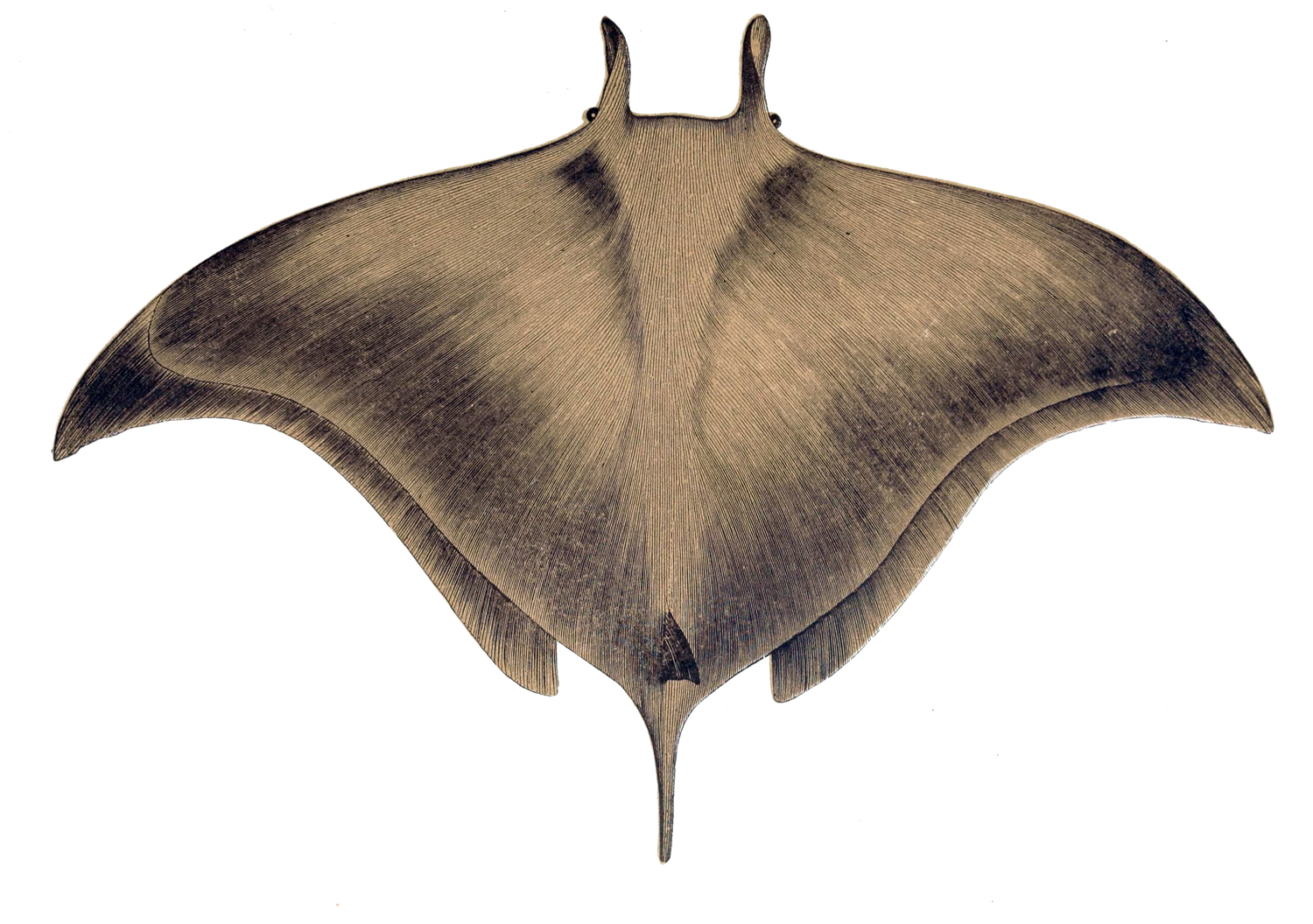
Myliobatiformes (Raie pastenague, Raie manta…)
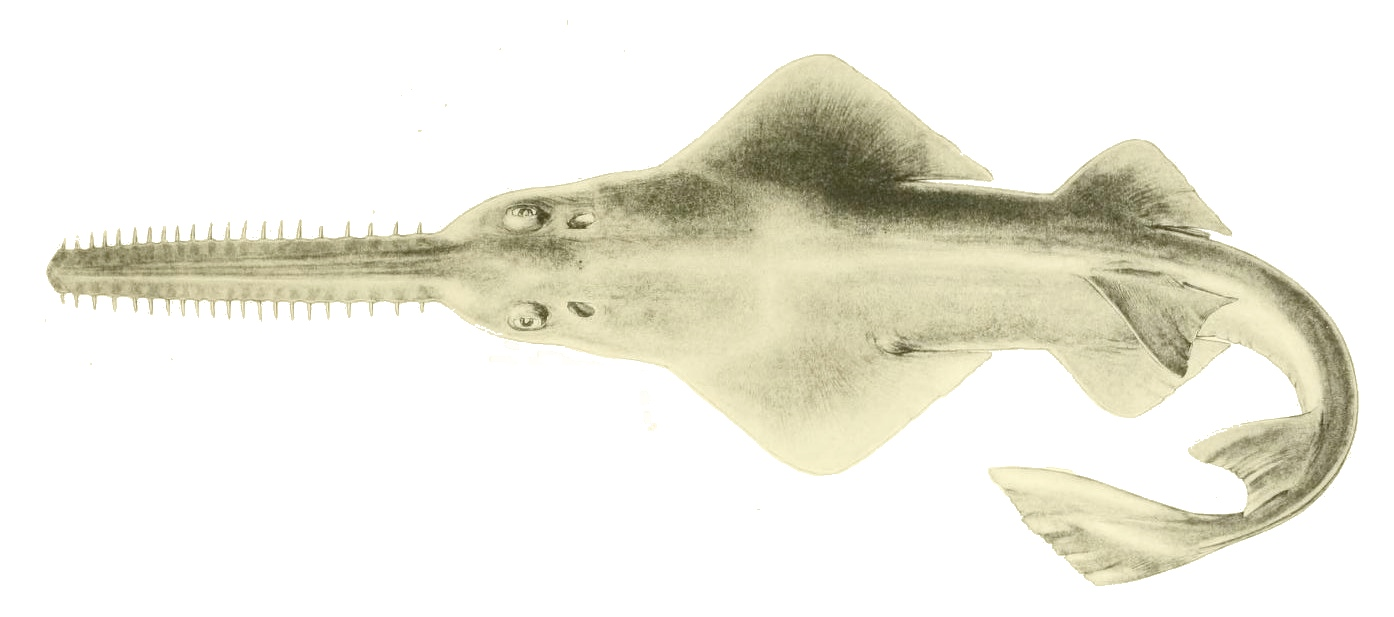
Pristiformes  (Poisson-scie)
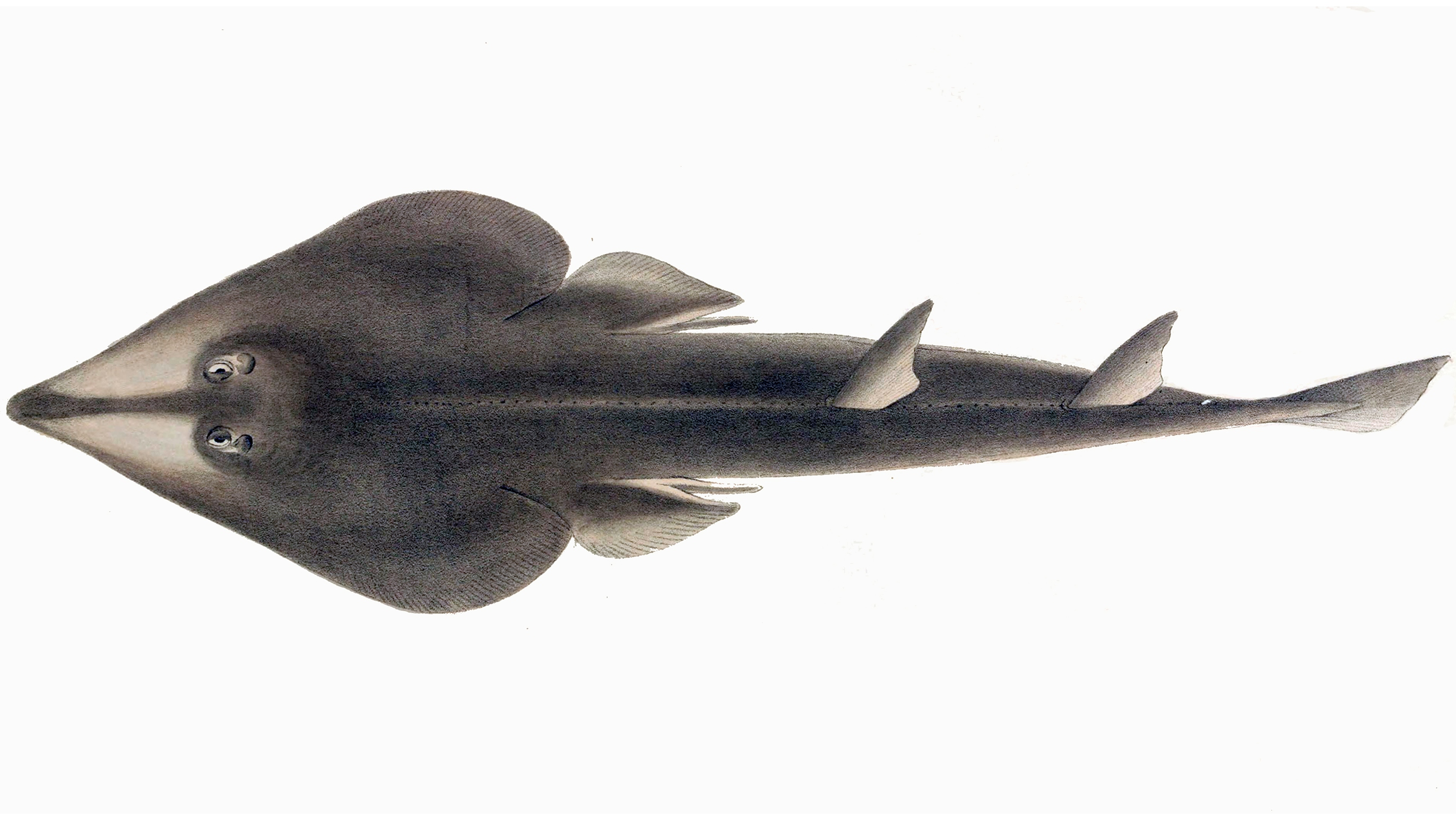
Rajiformes  (Raies, Raies-guitares…)
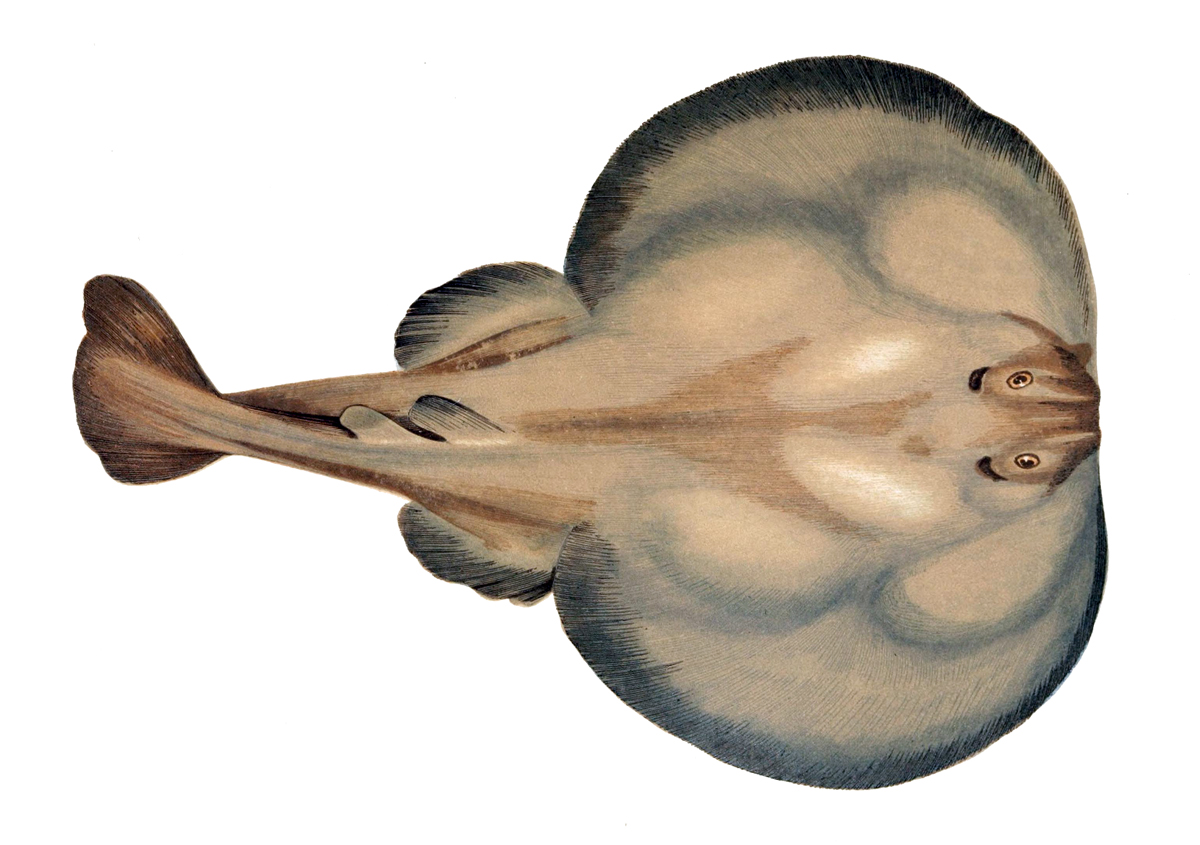
Torpediniformes  (Raies électriques)

Les Myliobatiformes ont une silhouette en losange, une longue queue pourvue d'un aiguillon venimeux, des lobes pelviques formés d'un seul lobe et sont généralement vivipares. À l'inverse, les Rajiformes (« skates » en anglais) ont un museau prononcé contenant de petites dents pointues, une queue courte et épaisse surmontée d'une nageoire dorsale, un arrière épineux (pour la protection) et sont généralement ovipares. Les Torpediniformes, enfin, ont une tête discoïdale suivie d'un corps peu aplati et surmonté de plusieurs dorsales.

## Les raies et l'homme

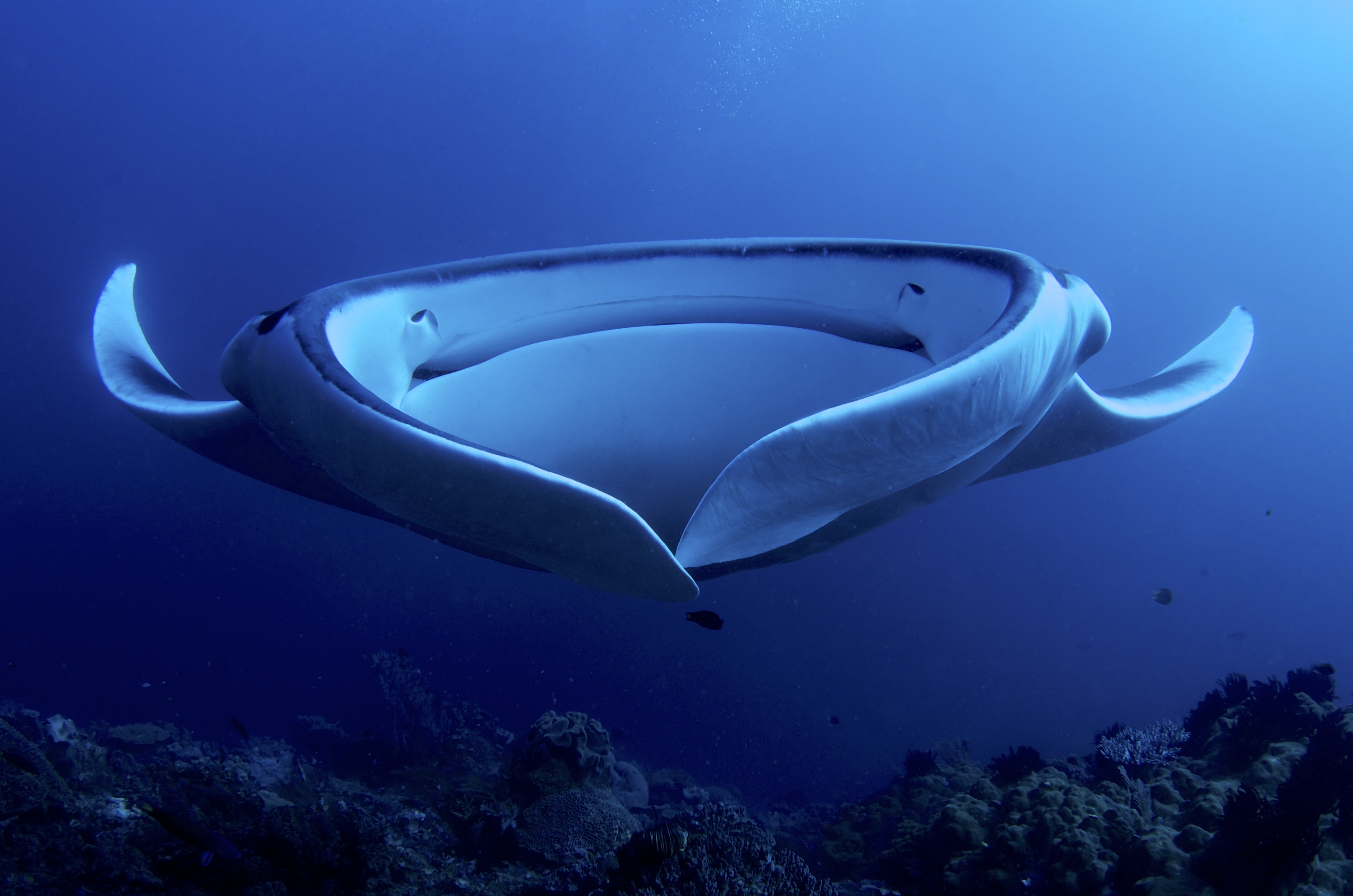
Raie manta océanique, de face (Manta birostris).

### Espèces menacées
Les raies, à durée de vie longue et à la reproduction lente, sont très sensibles à la pression humaine. Les derniers rapports de l'UICN sont alarmants : 26 % de ces espèces friseraient l'extinction dans l'Atlantique Nord, contre 42 % en Méditerranée, considérée aujourd'hui comme une des zones les plus dangereuses au monde pour cette faune en raison d'une surpêche alarmante, qu'elle soit accidentelle ou ciblée. À l'échelle internationale, la législation limitant la capture de ces poissons est quasi inexistante.
Les ailes de raie sont consommées par l'Homme. La pêche au chalut, la surpêche, la pollution marine, la pêche électrique (interdite en Europe car ayant montré des effets négatifs sur les raies) la menacent.
Pour ce qui est des raies d'eau douce, particulièrement les espèces géantes, elles sont aussi — et peut-être plus encore — gravement menacées. Par exemple, pour ce qui est du plus grand individu jamais vu d'Urogymnus polylepis surnommé “Pleine Lune” (dont la rencontre avec l'homme est racontée ci-dessus : « Répartition et habitat », voir aussi : « Record du plus gros poisson d'eau douce »), il est dit que « le fait que le poisson puisse encore atteindre cette taille est un signe d'espoir pour le fleuve Mékong, notant que la voie navigable est confrontée à de nombreux défis environnementaux. 
Le fleuve Mékong traverse la Chine, le Myanmar, le Laos, la Thaïlande, le Cambodge et le Vietnam. Il abrite plusieurs espèces de poissons d'eau douce géants mais les pressions environnementales augmentent. En particulier, les scientifiques craignent qu'un important programme de construction de barrages ces dernières années ne perturbe gravement les frayères. 
Les gros poissons sont en voie de disparition dans le monde. Ce sont des espèces rares de grande valeur. Ils mettent longtemps à mûrir. Donc, s'ils sont pêchés avant leur maturité, ils n'ont aucune chance de se reproduire. Beaucoup de ces gros poissons sont migrateurs, ils ont donc besoin de vastes zones pour survivre. Ils sont touchés par des choses comme la fragmentation de l'habitat causée par les barrages, et sont évidemment touchés par la surpêche. Ainsi, environ 70 % des poissons géants d'eau douce dans le monde sont menacés d'extinction, ainsi que toutes les espèces du Mékong. 
[...] La raie géante est un poisson très mal connu. Son nom, même son nom scientifique, a changé plusieurs fois au cours des vingt dernières années. On le trouve dans toute l'Asie du Sud-Est, mais nous n'avons presque aucune information à son sujet. Nous ne connaissons pas son histoire de vie. Nous ne savons [presque] rien de son écologie, de ses schémas de migration. 
Les chercheurs disent que c'est la quatrième raie géante signalée dans la même zone au cours des deux derniers mois, toutes des femelles. Ils pensent que cela pourrait être un point chaud de frai pour l'espèce. »

### Les raies dans la culture

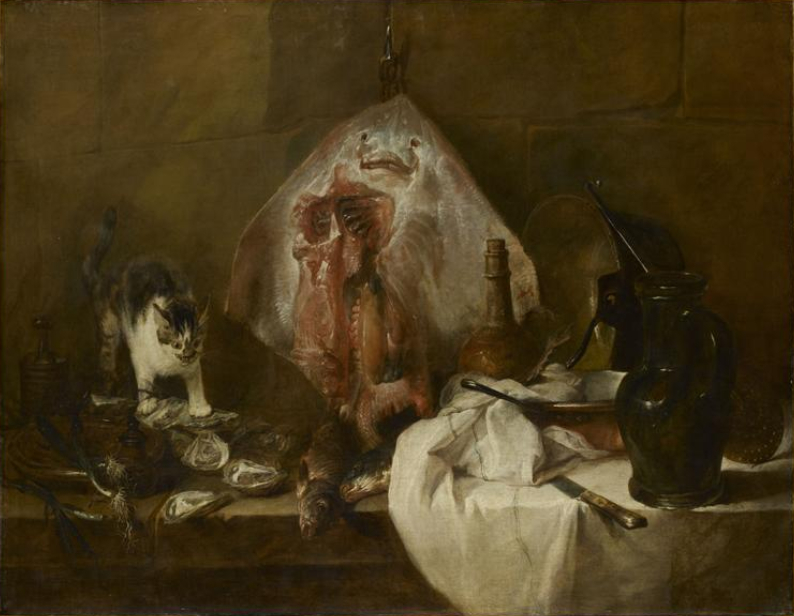
La Raie de Chardin
1728 (114 × 146 cm) - Musée du Louvre (Paris)

L'une des plus célèbres est celle de Jean Siméon Chardin (1699-1779), dans un tableau de 1728 (musée du Louvre) où la raie est représentée dans une nature morte, suspendue à un crochet, avec son fameux faux « sourire » énigmatique (par projection anthropomorphique, dans un phénomène analogue à la paréidolie)[réf. souhaitée].
Chaïm Soutine (1893-1943) a repris le même thème dans plusieurs tableaux en 1920 (Musée Calvet à Avignon), 1923 (musée des beaux-arts d'Orléans) et vers 1924 (Perls galleries à New-York).
James Ensor (1860-1949) reprend ce thème dans un tableau de 1892.

### Record du plus gros poisson d'eau douce
Le 21 juin 2022, un pêcheur cambodgien habitant l'île de Koh Preah, située dans le cours du  Mékong dans la province septentrionale de Stoeng Treng, a alerté, via l'autorité nationale de la pêche, une équipe de scientifiques de Wonders of the Mekong (Merveilles du Mékong), qui documentent et cherchent à protéger la biologie de ce fleuve, car il avait capturé une "très grosse" raie d'eau douce. Il s'est avéré que cette femelle Himantura polylepis pesait 300 kilos, ce qui en fait le plus gros poisson connu pêché en eau douce. Elle mesurait 3,98 m de long et 2,2 m de large. Elle a été relâchée dans la rivière après avoir été équipée d'une balise acoustique permettant de suivre ses futurs parcours dans le Mékong,,.